# Mediodía-Pirineos
Mediodía-Pirineos (en francés: Midi-Pyrénées, en occitano gascón: Miegjorn Pirenèus y en occitano languedociano: Miègjorn Pirenèus) fue una antigua región administrativa de Francia. Esta región estaba atravesada por el meridiano de Greenwich. Era la más grande en superficie del país y también, junto a la de Ródano-Alpes, la que contaba con el mayor número de departamentos. Formaba parte de la región histórica de Occitania. El 1 de enero de 2016, a consecuencia de la reforma territorial de 2014, se fusionó con la región Languedoc-Rosellón para formar la nueva región de Occitania.

## Geografía

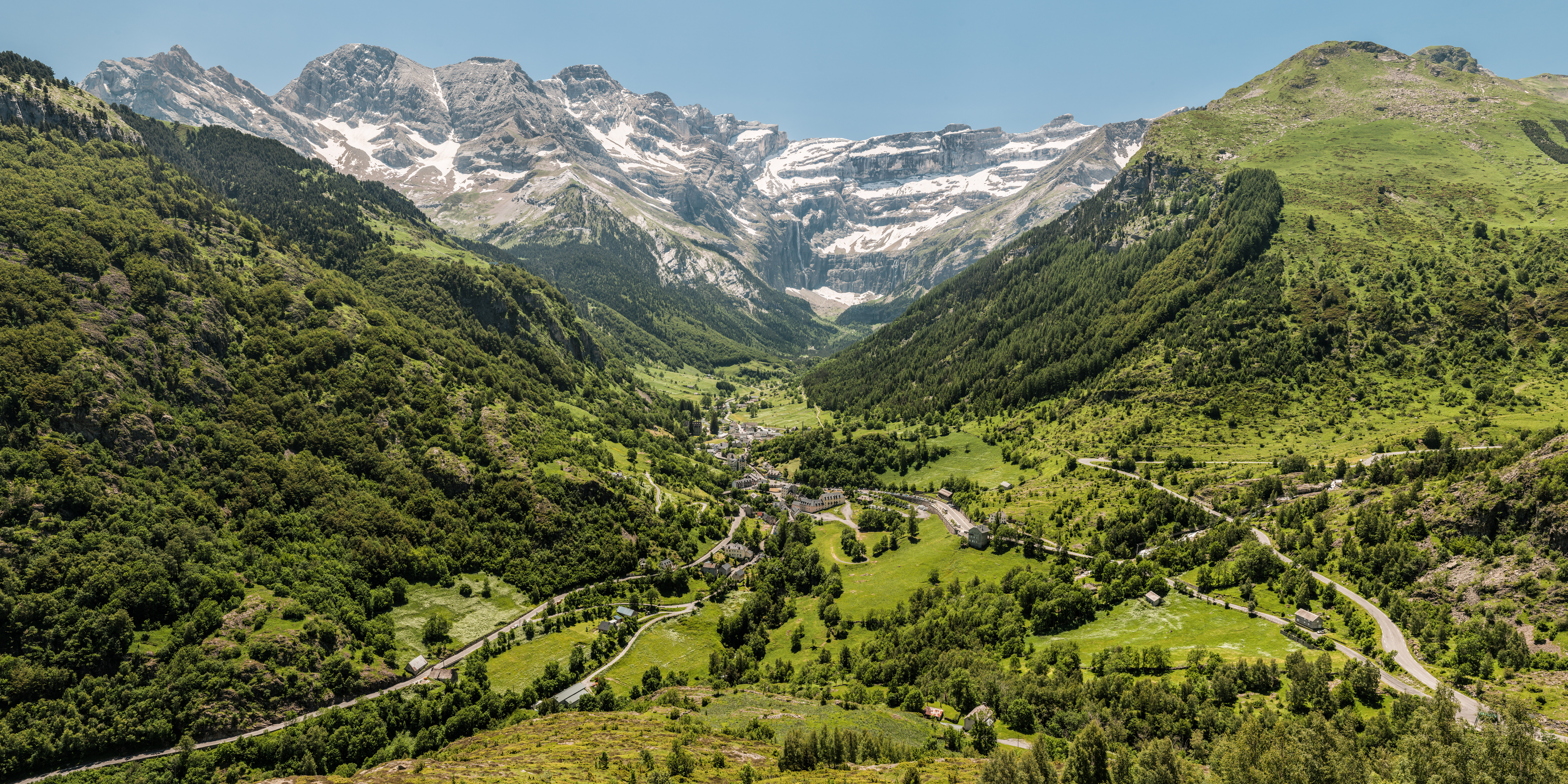
El circo de Gavarnie, situado en el departamento de Altos Pirineos, es un bien Patrimonio de la Humanidad que forma parte de la cordillera Pirenaica.

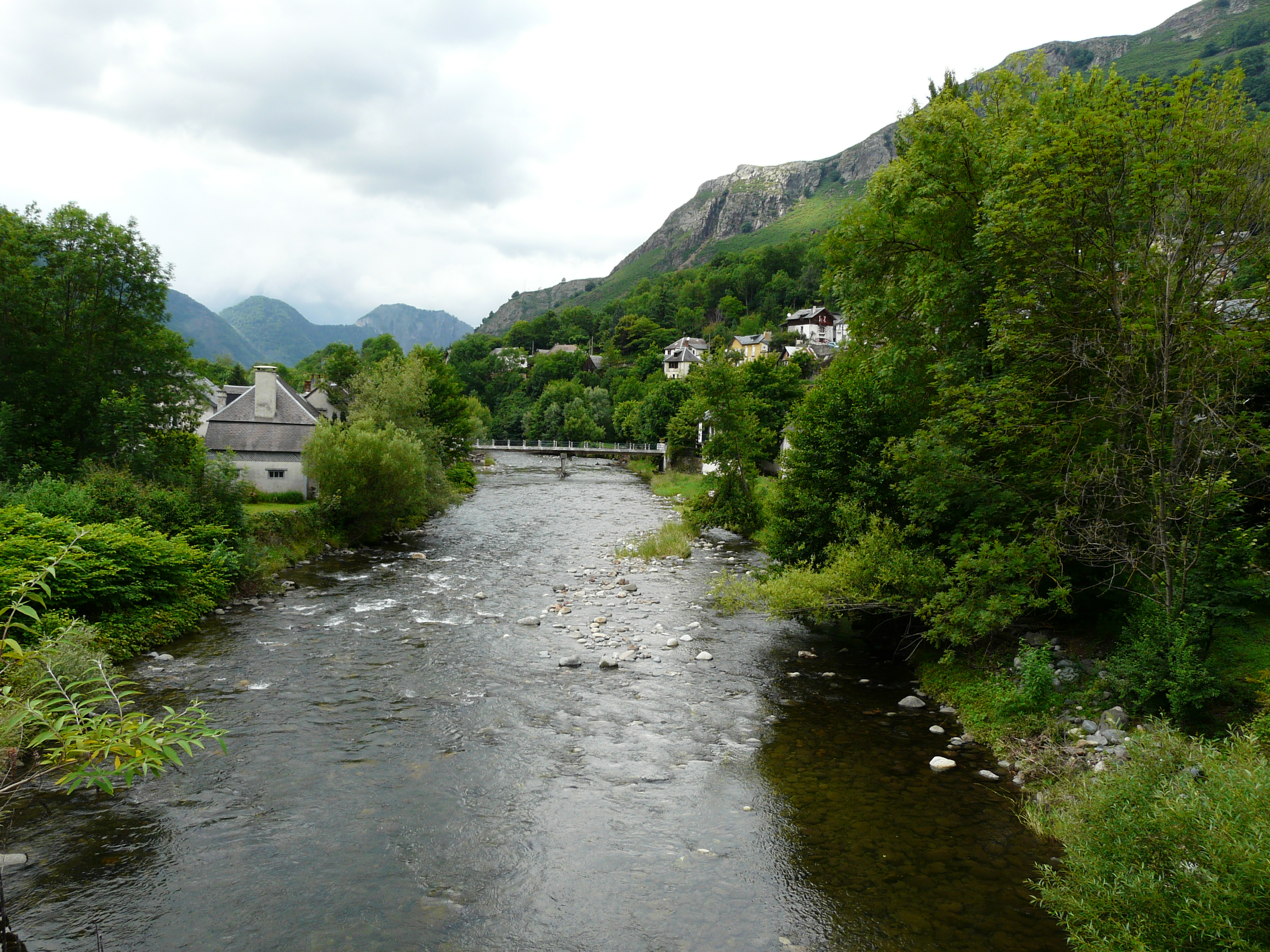
Curso alto del Garona a su entrada en territorio francés a la altura de la comuna de Fos.

Mediodía-Pirineos era una región situada en el sur de Francia. Era la más extensa de la Francia metropolitana con una superficie de 45 348 km², área que es comparable a la de Dinamarca y que es mayor que la de países como Bélgica y Suiza. La frontera meridional marcaba el límite con España y el Principado de Andorra. Limitaba con otras cuatro regiones francesas: Aquitania al oeste, Lemosín al norte, Auvernia al noreste y Languedoc-Rosellón al este. 
| Noroeste: Aquitania       | Norte: Limousin      | Nordeste: Auvernia                   |
| Oeste: Aquitania          |                      | Este: Lenguadoc-Rosellón             |
| Suroeste: Aragón (España) | Sur: Aragón (España) | Sureste: Cataluña (España) y Andorra |

Sus límites físicos eran el Macizo Central al noreste y los Pirineos al sur. La región no llegaba a formar parte ni de la fachada atlántica ni de la mediterránea. El valle del Garona es canalizado en la parte central de la región recogiendo las aguas de la vertiente sur del Macizo Central y de la vertiente norte de los Pirineos Centrales.

## Población
La región gravitaba alrededor de Toulouse, con un área urbana de alrededor de 900 núcleos de habitantes, ejemplificando junto con el resto de la región —con una densidad de población baja— la dinámica de concentración metropolitana.
Departamentos
La región agrupaba ocho departamentos: 
| Departamento        | Prefectura | Área (km²) | Población (2010) | Comunas |
| ------------------- | ---------- | ---------- | ---------------- | ------- |
| Ariège (09)         | Foix       | 4890       | 152 038          | 332     |
| Aveyron (12)        | Rodez      | 8735       | 276 805          | 304     |
| Alto Garona (31)    | Toulouse   | 6309       | 1 243 641        | 589     |
| Gers (32)           | Auch       | 6257       | 188 159          | 463     |
| Lot (46)            | Cahors     | 6257       | 174 578          | 340     |
| Altos Pirineos (65) | Tarbes     | 4464       | 229 458          | 474     |
| Tarn (81)           | Albi       | 5758       | 375 379          | 323     |
| Tarn y Garona (82)  | Montauban  | 3718       | 241 698          | 195     |

Comunas
La región contaba con un número total de 3020 comunas. Las 20 mayores comunas en términos de población total en el año 2010 fueron:

## Deporte
La región contaba con equipos profesionales de fútbol (Toulouse), rugby (Stade Toulousain, Castres Olympique y Auch) y balonmano (Fenix Toulouse). Desde 1982 hasta 2000 se jugó el Torneo de Toulouse de tenis, que formaba parte de la ATP World Series.

## Turismo
Los Grandes Sitios de Mediodía-Pirineos son un conjunto de los principales sitios turísticos representativos de la región de Mediodía-Pirineos que se agrupan al objeto de disponer de una etiqueta de promoción turística reconocible a nivel nacional e internacional. En diciembre de 2015, había 25 Grandes Sitios distribuidos de manera bastante uniforme en todo el territorio regional.